# Astyanax lacustris
Astyanax lacustris is een straalvinnige vissensoort uit de familie van de Characidae. De wetenschappelijke naam van de soort werd als Tetragonopterus lacustris in 1875 gepubliceerd door Christian Frederik Lütken.